# Fünffingerplätzchen

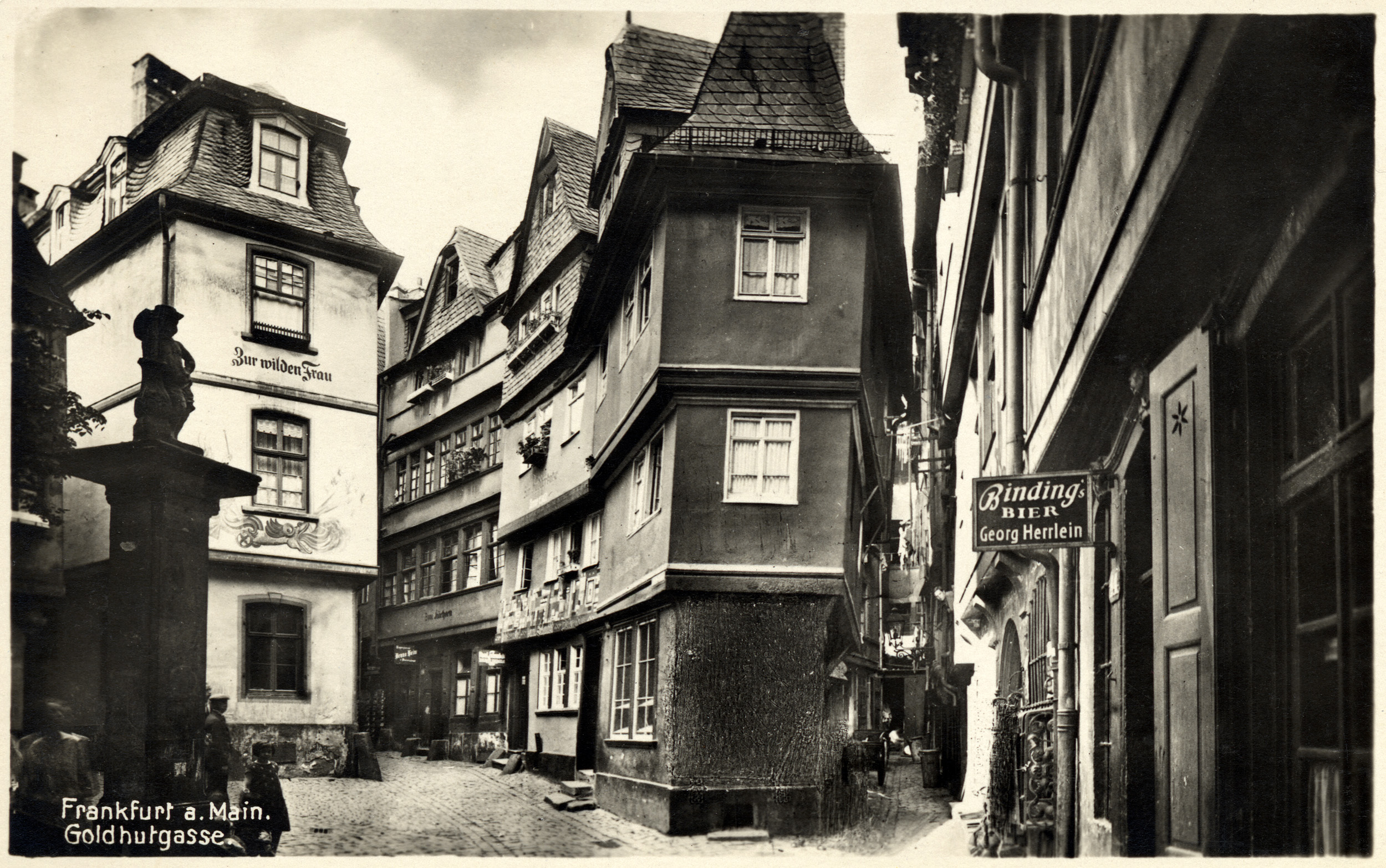
Goldhutgasse

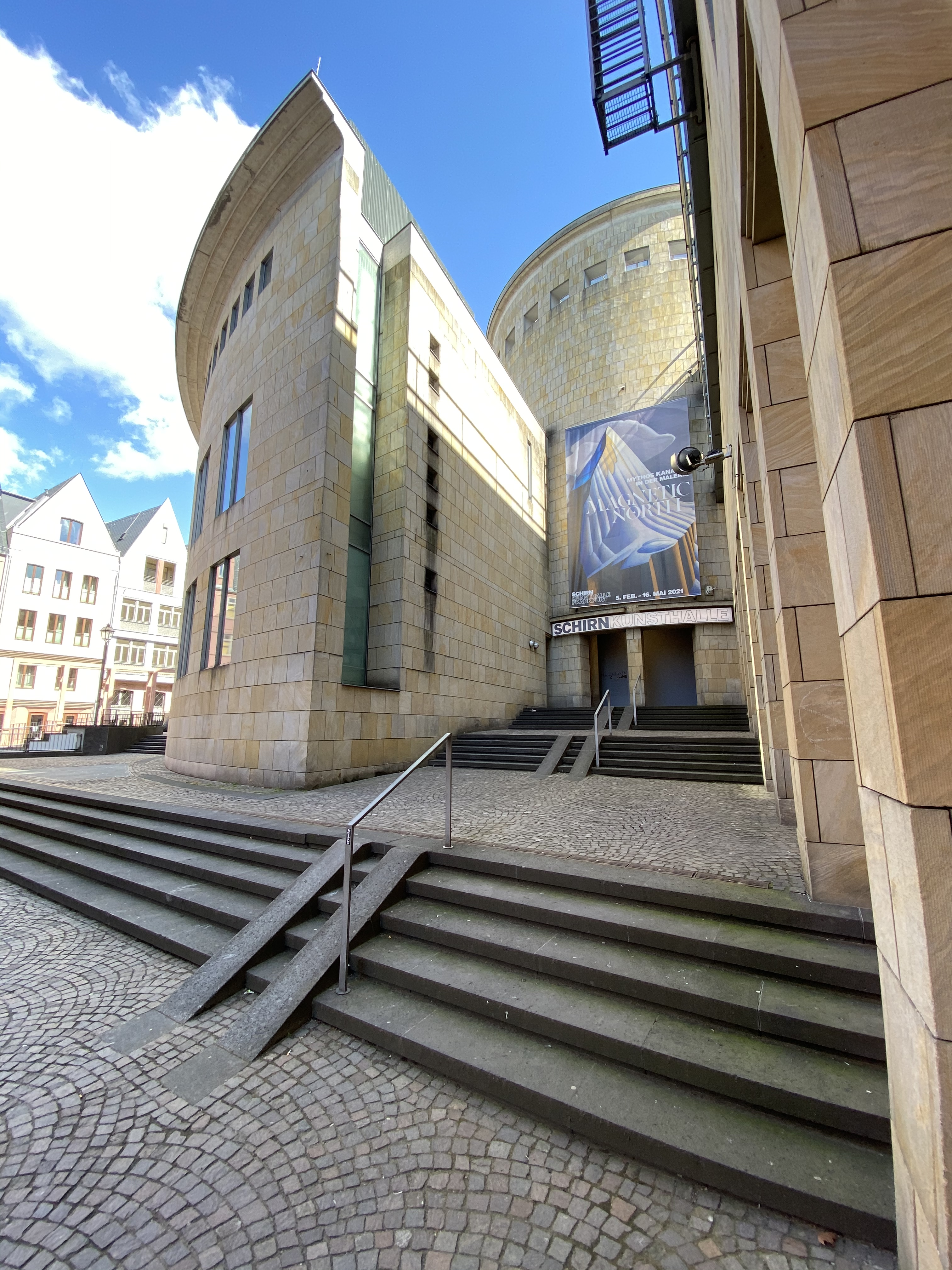
Heutige bauliche Situation am ehemaligen Fünffingerplätzchen mit Schirn-Rotunde

Das Fünffingerplätzchen war ein kleiner Platz in der Altstadt von Frankfurt am Main, der durch das Zusammentreffen von fünf schmalen Gassen gebildet wurde. Es lag östlich der Ostzeile des Römerbergs, südlich des Marktes, westlich der Langen Schirn und nördlich der Bendergasse. Das beliebte Postkartenmotiv und Touristenziel wurde bei einem Luftangriff am 22. März 1944 zerstört. Anstelle eines möglichen Wiederaufbaus entschied die Stadt nach dem Krieg, die Trümmer zu beseitigen. Das Gelände wurde erst Anfang der 1970er Jahre mit der sogenannten Höckerzone überbaut, die mit dem Bau der Römerberg-Ostzeile 1981 bis 1983 und der Kunsthalle Schirn 1984 bis 1986 wieder verschwand. Am Ort des ehemaligen Fünffingerplätzchens befindet sich heute der westliche Eingang zur Schirn-Rotunde.

## Ursprung, Geschichte und Zerstörung
Das Erscheinungsbild des Fünffingerplätzchens war für Frankfurt wie auch im Vergleich mit anderen mittelalterlichen Fachwerkaltstädten einzigartig:
Von Westen nach Osten trafen hier das Schwertfegergässchen, das Drachengässchen und die Goldhutgasse auf die quer dazu verlaufende Flößergasse, welche sich vom Haus Schwarzer Stern (Hausanschrift: Römerberg 6) am Römerberg nach Osten bis an das Hinterhaus der Bendergasse 14 erstreckte.
Das direkt hinter der Bebauung des Samstagsberges (heute auch Römerberg-Ostzeile genannt) verlaufende Rapunzelgässchen traf kurz vor dem Eingang zum Plätzchen auf die Flößergasse. Vom Plätzchen führten alle Gassen in Nordrichtung zum Markt. Der Name rührte entsprechend daher, dass sich aus der Vogelperspektive hier die sehr engen Altstadtpassagen bzw. Gebäudezeilen wie die Finger einer Hand vereinigten.

Bezüglich des natürlichen städtebaulichen Ursprungs halten sich zwei verschiedene Theorien die Waage: die eine folgt der Vermutung, dass sich auf dem Gelände des Fünffingerplätzchens das Nordtor der merowingischen Pfalz befand. Ähnlich wie später im Barockzeitalter im Städtebau üblich, seien die Straßen strahlenförmig auf das Tor hinführend angelegt und in den folgenden Jahrhunderten einfach unter Erhaltung dieses Grundrisses überbaut worden. Die andere Theorie besagt, dass auf dem Gelände der Gassen ein weiterer großer Marktplatz ähnlich dem Römerberg angesiedelt war. Im frühen Mittelalter sei er aus Platznot und infolge der sich ohnehin verlagernden Markttätigkeiten überbaut wurde.

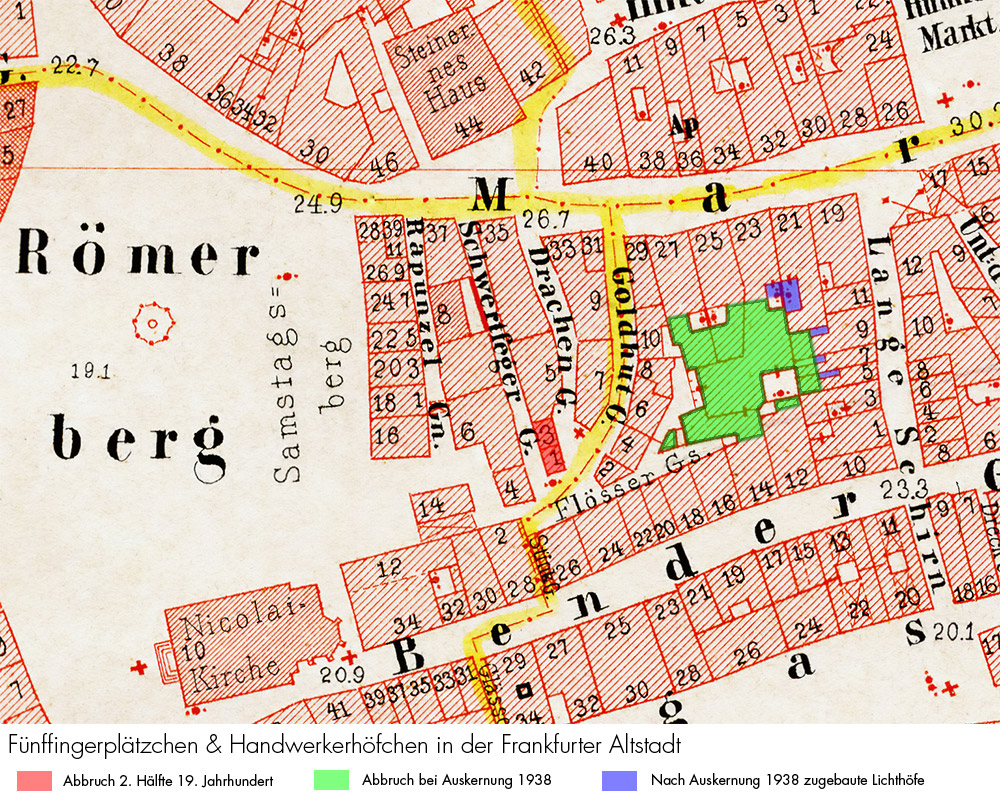
Plätzchen und bauliche Entwicklung auf dem Ravenstein-Plan Frankfurts von 1862

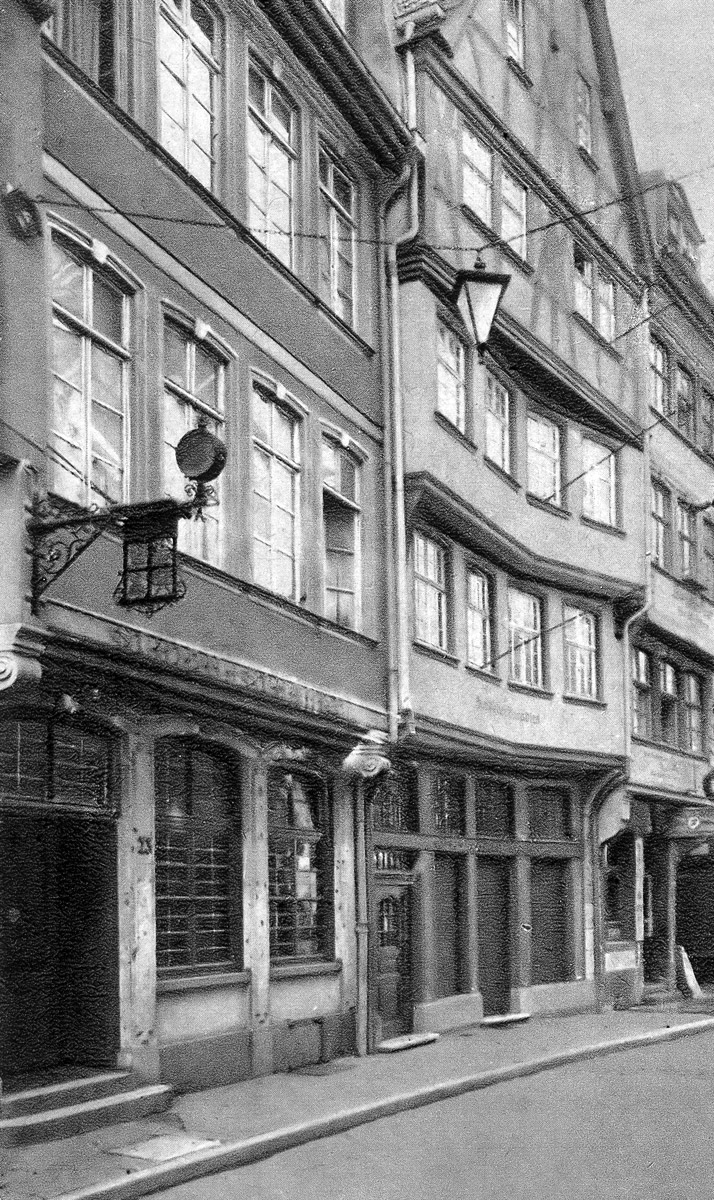
Kleines Paradies am Markt, Foto von C. F. Mylius, um 1890

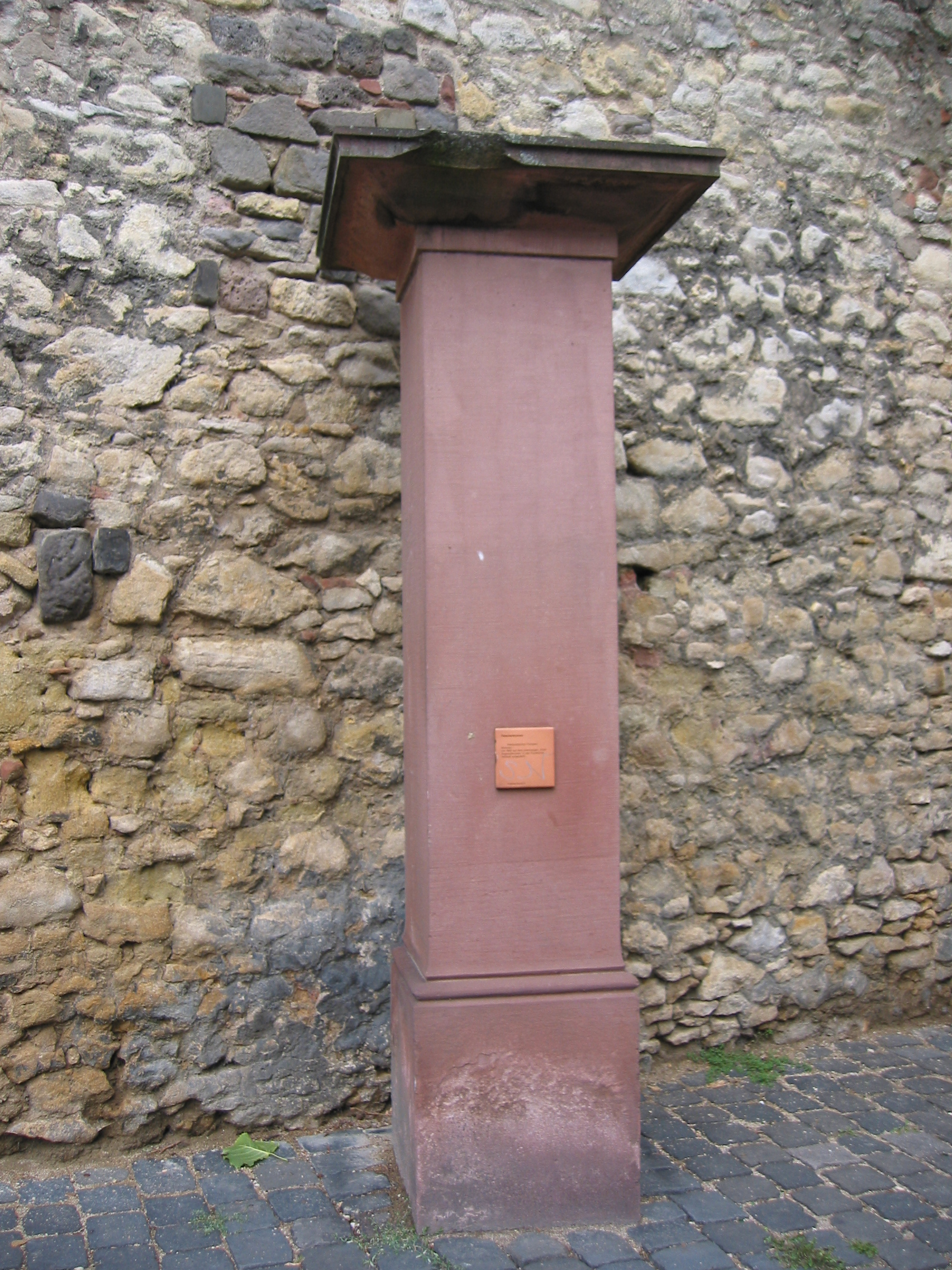
Fleischerbrunnen in Sachsenhausen, vor 2006

Mitte des 14. Jahrhunderts verlief, wie Beschreibungen der Zeit belegen, östlich der Goldhutgasse eine weitere, Löhergasse genannte Passage von der Flößergasse in Richtung Markt. Durch spätere Überbauung wurde der südliche Teil der ehemaligen Löhergasse zu einem Hinterhof der umgebenden Häuser am Markt, der Langen Schirn und der Bendergasse. Dem Haus Kleines Paradies (Hausanschrift: Markt 27) konnte man durch seine auffallend geknickte Vorderseite (s. Bild) noch im 20. Jahrhundert ansehen, dass es etwa zur Hälfte auf einem ursprünglichen Straßeneingang gebaut worden war.
Auf den frühesten erhaltenen topografischen Darstellungen Frankfurts wie dem Plan von Conrad Faber von Creuznach aus dem Jahr 1552 oder dem berühmten Vogelschau-Plan Matthäus Merians des Älteren aus dem Jahr 1628 zeigt sich die Löhergasse dagegen schon überbaut und das Fünffingerplätzchen somit nahezu in dem Zustand, in dem es auf das 20. Jahrhundert gekommen war. Entsprechend lässt sich die Überbauung im Zuge des ständigen Mangels an Baugrund zumindest grob auf den Zeitraum zwischen 1350 und 1552 eingrenzen. Die Gestalt des Kleinen Paradieses erlaubt aufgrund des freiliegenden, übergangszeitlichen Fachwerks im Giebel eine Datierung zwischen 1470 und 1550.
Das Plätzchen blieb nun über Jahrhunderte weitestgehend unverändert. Erst der aufkommende Tourismus Ende des 19. Jahrhunderts entdeckte es neu und machte es schnell zu einem beliebten Reiseziel und häufigem Foto- und Postkartenmotiv. Neben anderen klassischen Alt-Frankfurter-Ansichten wie der Kannengießergasse oder dem Roseneck an der Ecke Garküchenplatz und Große Fischergasse hatte es binnen weniger Jahre höchsten repräsentativen Status für Schönheit und Typus der Frankfurter Altstadt.

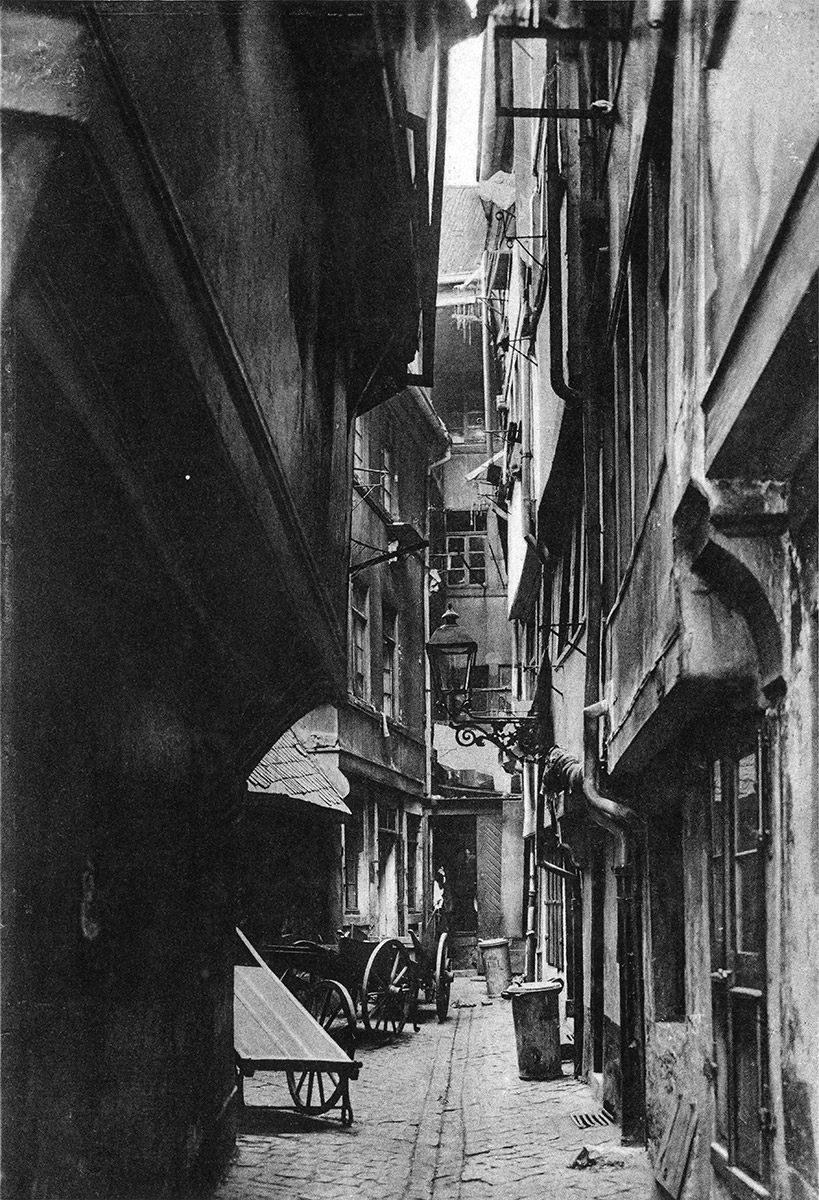
Blick in die Flößergasse, um 1900

Andererseits riss man in der zweiten Hälfte des 19. Jahrhunderts (zwischen 1862 und 1877) die eher kleinen Häuser mit der Anschrift Goldhutgasse 1 und 3 aus ungeklärten Gründen ab; am ehesten dürfte der Grund, wie so oft in dieser Zeit, in Baufälligkeit zu suchen sein. Denn trotz einiger repräsentativ herausgeputzter Ecken befand sich die Bausubstanz der Altstadt um die Jahrhundertwende in einem katastrophalen Zustand. Die unverputzte und dadurch unansehnliche Brandmauer des sich anschließenden Hauses Drachengasse 5 prägte nun bis in die 1930er Jahre das Plätzchen. Sie erscheint auf den meisten Ansichtskarten aus jener Zeit daher auch gar nicht oder wird nur leicht angeschnitten.

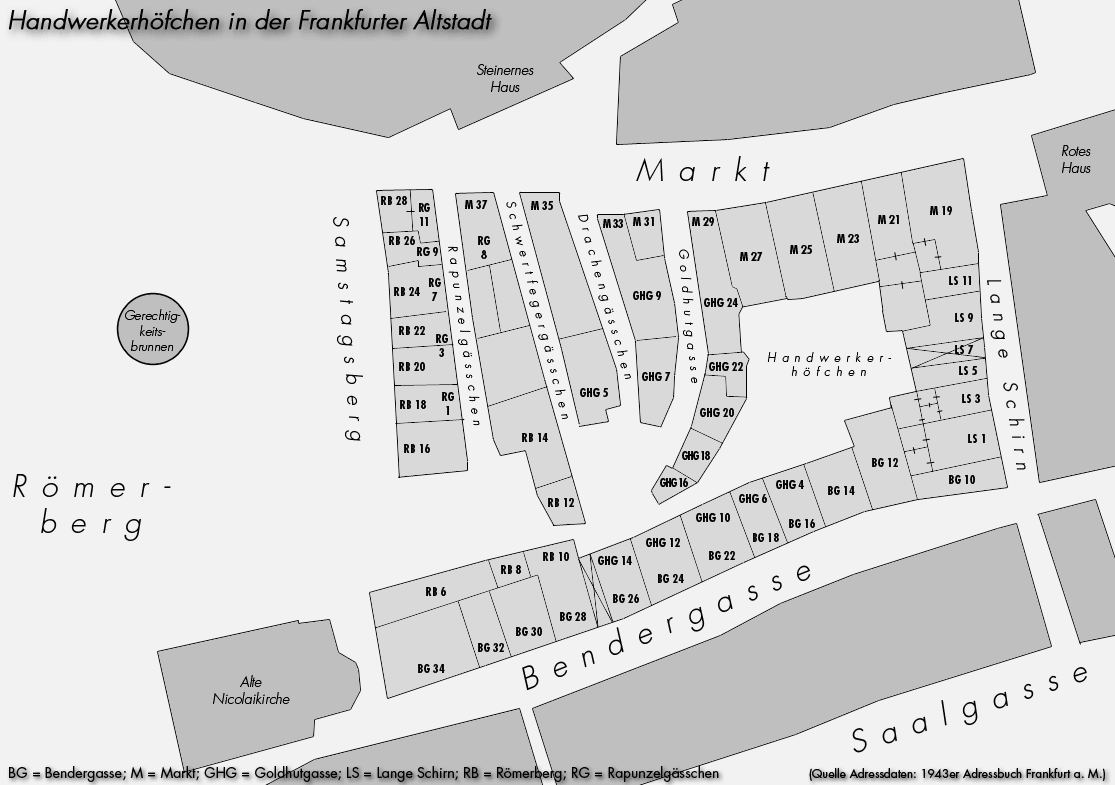
Handwerkerhöfchen nach der Auskernung 1938

Ende der 1930er Jahre wurde in Frankfurt am Main eine großangelegte Altstadtsanierung durchgeführt. Sie fand im Gegensatz zu den historistisch geprägten Sanierungen der Jahrhundertwende, die oft mehr Substanz vernichteten als sanierten, und den nur oberflächlichen Maßnahmen des Bundes tätiger Altstadtfreunde der 1920er Jahre weitestgehend unter bereits modernen denkmalpflegerischen Aspekten statt.
1936 wurden auch die Häuser am Fünffingerplätzchen grundsaniert, dabei zahlreiche Fachwerke freigelegt, die Brandmauer des Hauses Drachengasse 5 in eine echte Fassade mit Fenstern umgewandelt sowie östlich der Goldhutgasse durch eine Auskernungsmaßnahme mit dem Handwerkerhöfchen ein völlig neuer Platz geschaffen (s. Plan).
Beim Luftangriff des 22. März 1944 entwickelte sich in diesem Teil der Altstadt ein vernichtender Feuersturm, weil sich hier ausnahmslos Fachwerkhäuser befanden. Viele davon waren bis auf Bodenniveau komplett aus Holz gebaut und brannten völlig nieder. Nur steinerne Mauern der Erdgeschosse einzelner Häuser blieben stehen. Obwohl zumindest bei einem Teil der zerstörten Altstadthäuser ein Wiederaufbau möglich gewesen wäre, verhängte die Stadt 1946 einen Baustopp und ließ die Trümmer bis 1950 abräumen. Der Fleischerbrunnen hatte den Krieg schwer beschädigt überstanden und ragte noch einige Zeit aus den Trümmerhaufen der Altstadt empor, bis er abgetragen wurde und vorerst in einem städtischen Depot verschwand. 1968 wurde er von dem Frankfurter Bildhauer Georg Krämer restauriert und erhielt einen neuen Standort in der Großen Rittergasse in Sachsenhausen neben dem Kuhhirtenturm. 2006 wurde der Brunnen wieder entfernt und eingelagert, nachdem die rekonstruierte Puttofigur inzwischen verlorengegangen war. Im Rahmen des Dom-Römer-Projektes liegt der Stadtverordnetenversammlung ein Antrag vor, den Fleischerbrunnen auf dem Platz vor dem rekonstruierten Haus zur Goldenen Waage aufzustellen.
Das Fünffingerplätzchen blieb nach der Trümmerbeseitigung bis Anfang der 1970er Jahre Teil eines Parkplatzes. Beim Bau des U-Bahnhof Dom/Römer und des Technischen Rathauses entstand in diesem Teil der Altstadt die sogenannte Höckerzone aus Betonquadern, die als Fundament für eine spätere Bebauung vorgesehen waren.
Erst seit dem Wiederaufbau der Römerberg-Ostzeile Anfang der 1980er Jahre kann man in dem dahinter liegenden Rapunzelgässchen mit viel Phantasie wieder einen Hauch der Altstadtenge spüren, die einst vom Fünffingerplätzchen mit Blick auf die zum Markt führenden Gässchen zu sehen war. Andererseits ist seitdem eine Wiederherstellung des Plätzchens auch langfristig unmöglich geworden, da die Kunsthalle Schirn nun weite Teile der ursprünglichen Parzellierung überbaut.

## Beschreibung und Topographie

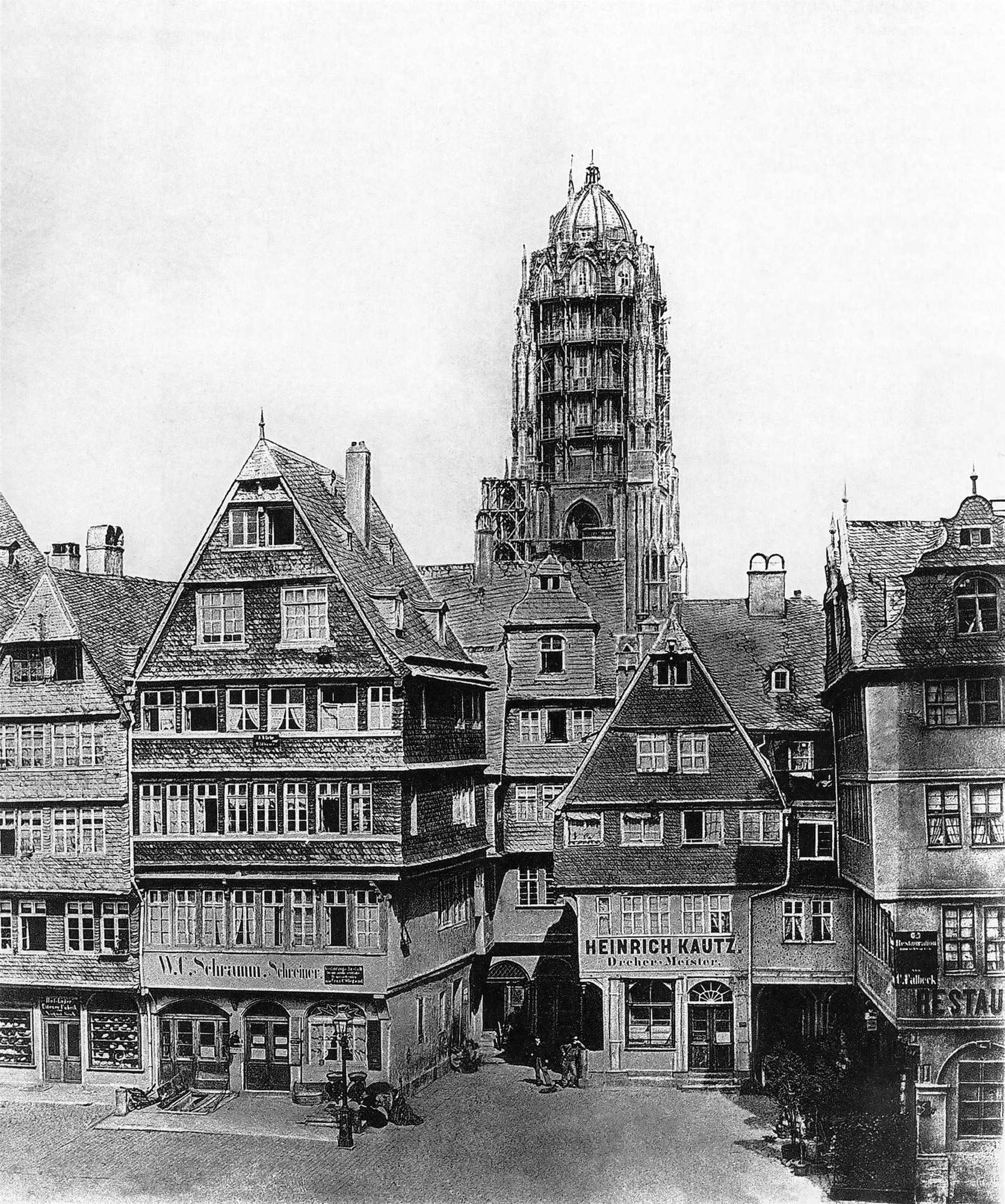
Haus zum Fleischer, Foto von C. F. Mylius, 1869

Das Fünffingerplätzchen war weniger ein Platz als vielmehr eine Kreuzung mehrerer Gassen, da es außer nach Süden von keiner geschlossenen Häuserfront begrenzt wurde. Der Eindruck eines kleinen Platzes entstand trotzdem durch die verwinkelte Anordnung der Häuser sowie den gekrümmten Verlauf der Gassen. Wer im Schnittpunkt der Gassen stand, konnte nicht herausschauen, obwohl zwei der wichtigsten Knotenpunkte der Altstadt, der Markt mit dem Hühnermarkt und der Römerberg, nur wenige Meter entfernt lagen.
Die Parzellen am Platz waren ungewöhnlich klein und nicht, wie an den umliegenden Hauptstraßen der Altstadt, über die Jahrhunderte für größere Bauprojekte zusammengezogen worden. Um trotz der geringen Grundfläche eine maximale Geschossfläche zu erzielen, kragte jedes Obergeschoss erheblich gegenüber dem darunter liegenden aus. Zur Stabilisierung ruhten die Obergeschosse auf starken Knaggen, wie es etwa entlang der Goldhutgasse überall noch beobachtet werden konnte (s. Bild).
Verstärkt wurde der Platzeindruck durch den Fleischer- oder Flößerbrunnen. Der um 1800 errichtete Pumpenbrunnen bestand aus einer einfachen, ornamentlosen Stele aus Mainsandstein, auf dem ein Knabe stand, der sich an einen reichverzierten steinernen Wasserkrug lehnte; der Name des Brunnens erinnerte noch an das in der Nähe stehende Haus zum Fleischer (damalige Hausanschrift: Römerberg 14), das 1873 aus Baufälligkeit abgebrochen wurde (s. Bild).

### Die Straßennamen und ihre Etymologie

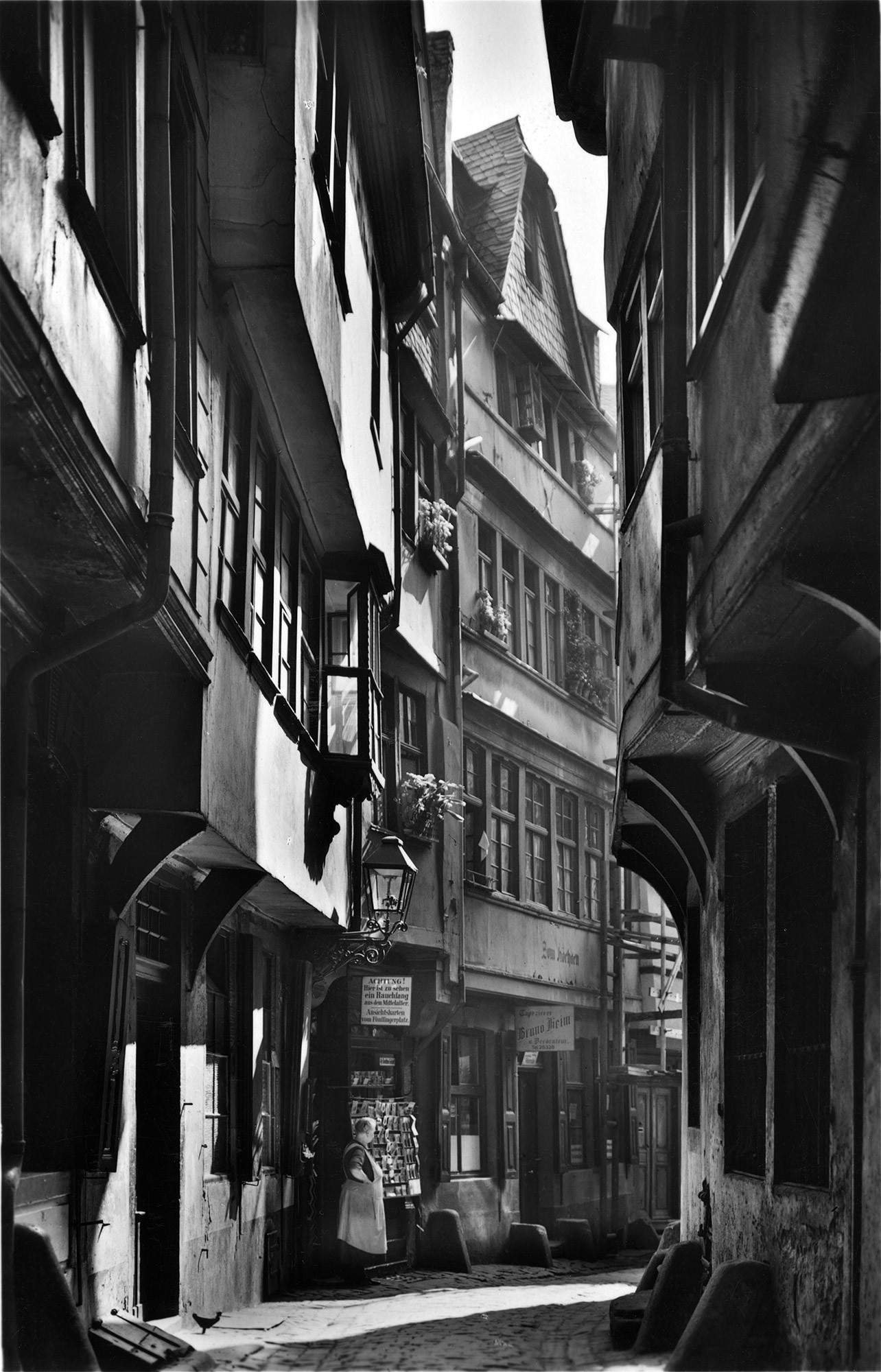
Goldhutgasse in Richtung Süden, um 1900

Die Gassennamen am Fünffingerplätzchen hatten schon in ihren frühesten Erwähnungen immer Bezug zum Handwerk. Daher kann davon ausgegangen werden, dass hier, entsprechend dem mittelalterlichen Verständnis der Zünftigkeit, nach Gassen getrennt hauptsächlich Handwerker ansässig waren:
Die Goldhutgasse (s. Bild), die früher nach den Holzschuhmachern schlicht Schuhgasse hieß, hatte ihren neuzeitlichen Namen nach dem Hutmacherhandwerk im Haus zum Goldenen Hut an der Ecke Markt / Goldhutgasse (Hausanschrift: Markt 31).
Auch die einst östlich der Goldhutgasse verlaufende Löhergasse hatte ihren Namen vom Handwerk erhalten, als man mit Lohe, im Alt- und Mittelhochdeutschen noch als Lö mit Umlaut gebräuchlich, zum Gerben verwendete Baumrinde bezeichnete.
Im Schwertfegergässchen war ehemals das Schwertschmiedehandwerk ansässig. Der Name des Drachengässchens – früher nach dem hier tätigen Handwerk Leinwebergasse – ist nicht restlos geklärt, möglicherweise regte die mittelalterliche Sagenwelt in Verbindung mit der, ohne das Vorhandensein künstlicher Beleuchtung, fast ganztägig dunklen und sehr engen Gasse die Phantasie der Stadtbewohner an.
Der Name Rapunzelgässchen geht auf das 18. Jahrhundert zurück und bezeugte den um dieser Zeit am nördlichen Ausgang des Gässchens zum Markt stattfindenden Kräutermarkt. Zuvor hieß es ebenfalls nach einem mittelalterlichen Handwerksberuf Seilergässchen. Die Bezeichnung der Flößergasse erklärt sich wie der gleichnamige Brunnen aus dem 1873 abgerissenen Haus zum Fleischer – mundartlich auch Flösser genannt.
Zur Bendergasse bestand keine direkte Straßenverbindung, jedoch gab es einen Fußweg durch den Keller des Hauses Goldhutgasse 14 / Bendergasse 26, der im Volksmund Stinkgasse genannt wurde – ein sprechender Name für die hier herrschenden hygienischen Bedingungen.

### Die Häuser am Fünffingerplätzchen

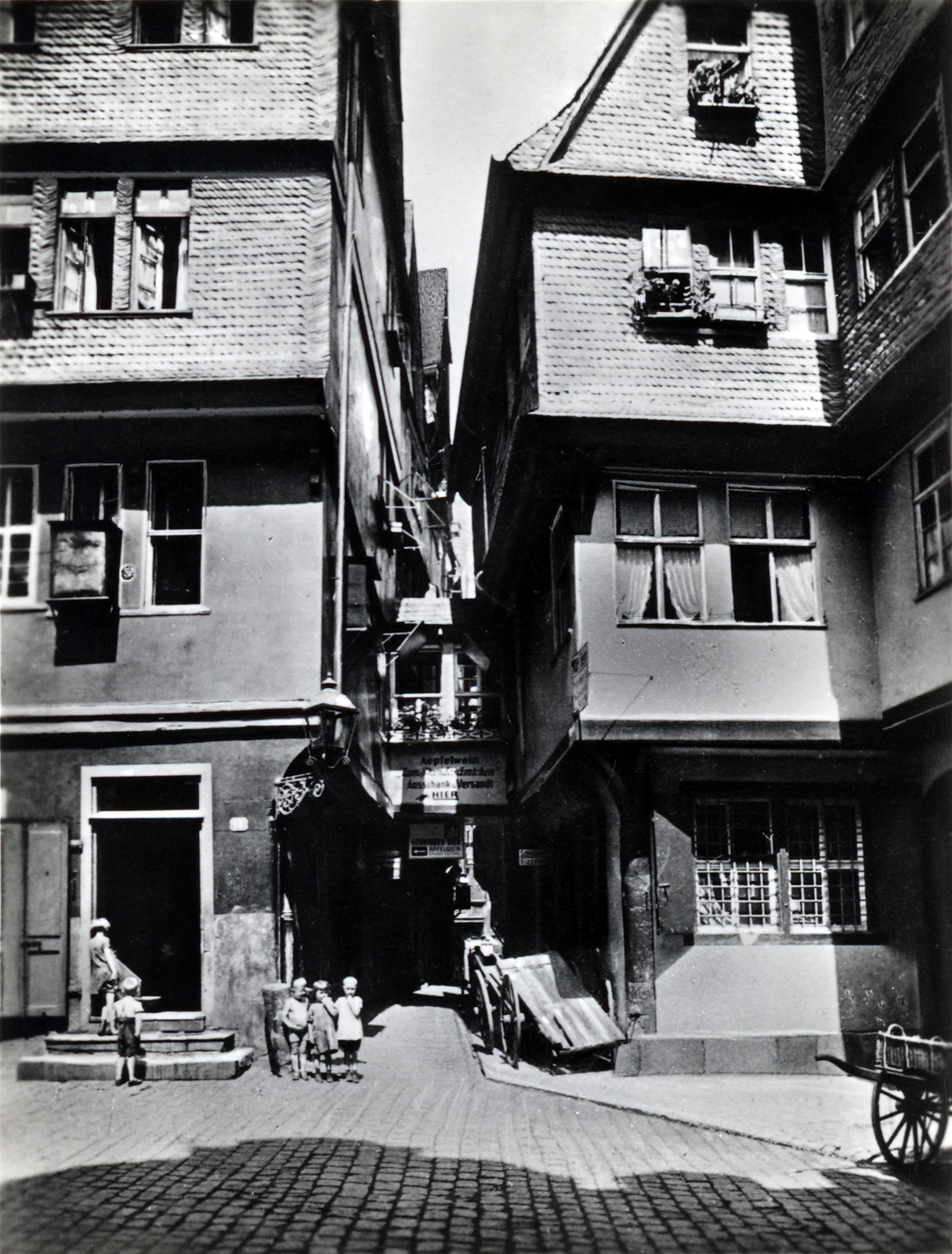
Blick in das Rapunzelgässchen, um 1900

Alle Häuser um den Platz stehenden Häuser gehörten zu einer der hier zusammenführenden Gassen. Im Süden handelte es sich um die Hinterhäuser der Bendergasse 26 und 24 mit der Anschrift Goldhutgasse 14 und 12, genannt Pesthaus und Haus zum Hasen. Im Osten zwischen Flößer- und Goldhutgasse stand das sehr schmale Haus zum Widder (Hausanschrift: Goldhutgasse 16). Den Kopfbau zwischen Goldhut- und Drachengasse im Nordosten bildete, nach dem Abriss der Häuser Goldhutgasse 1 und 3, das Haus zur wilden Frau (Hausanschrift: Goldhutgasse 7). Im Nordwesten schloss sich das Haus Drachengasse 5 und im Westen der Kleine Römer (Hausanschrift: Römerberg 12) sowie die Kleine Garküche (Hausanschrift: Römerberg 14) an, die ihrerseits Hinterhäuser des Hauses Großer Laubenberg (Hausanschrift: Römerberg 16) waren.
Die Häuser, die mit einer Seite zum Schwertfeger- oder Drachengässchen zeigten, hatten keine entsprechende Anschrift, sie waren vielmehr entweder der Goldhutgasse oder dem Markt zugeschlagen.
Weitere Häuser in der Nähe hießen u. a. zum Hafen, zur Hadderkatze, zum Gleismund oder zum goldenen Unterkränchen. Viele von ihnen waren als Gaststätten und Kneipen gleichermaßen für die zahlreichen Touristen und das aktive Frankfurter Nachtleben ausgelegt.

#### Pesthaus

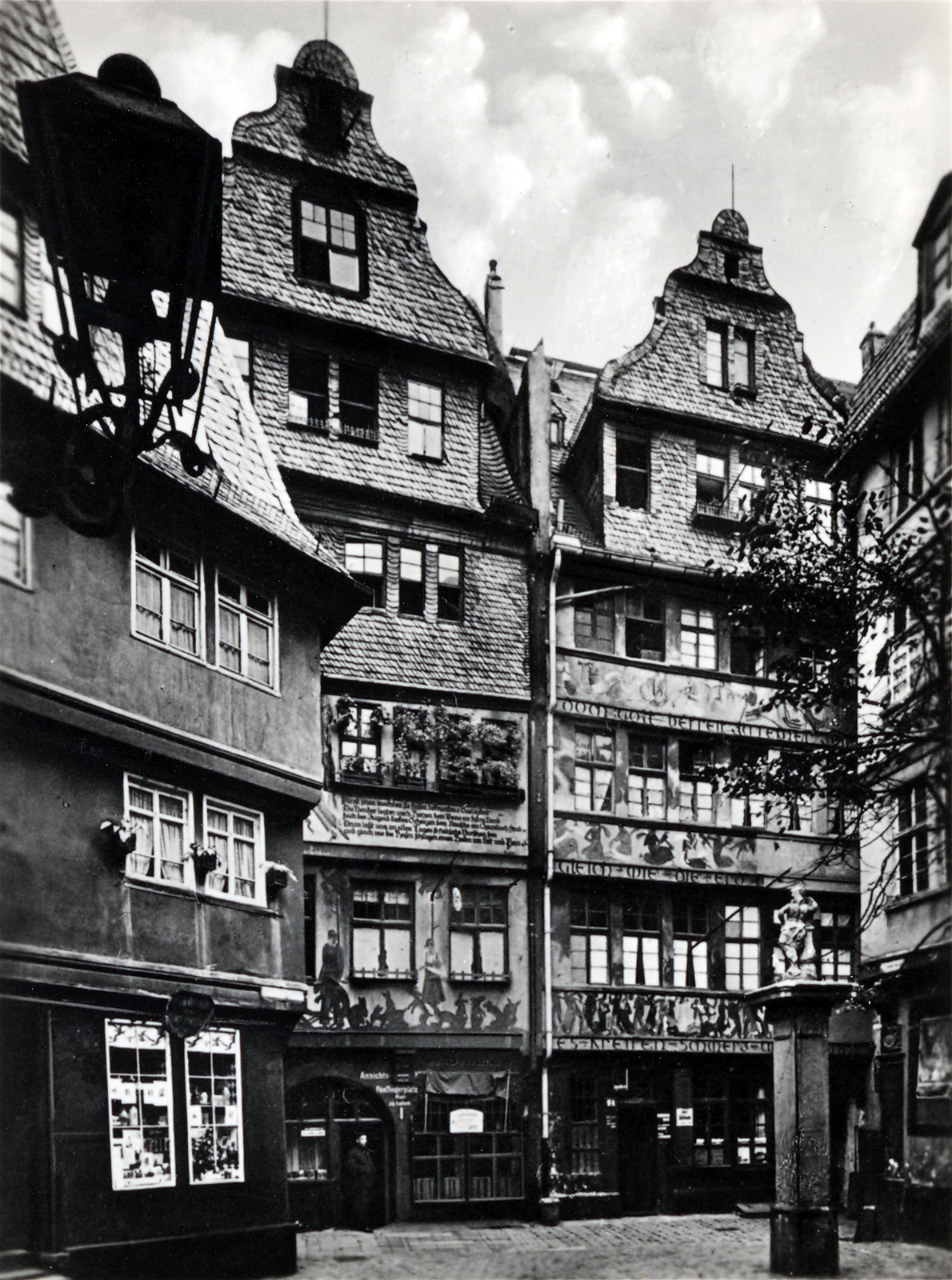
Pesthaus und Haus zum Hasen, um 1900

Die bekannteste Sehenswürdigkeit des Plätzchens war das sogenannte Pesthaus, im Prinzip nur ein Hinterhaus des Hauses mit der Anschrift Bendergasse 26 (Hausanschrift zum Fünffingerplätzchen: Goldhutgasse 14). Der Überlieferung nach trat hier 1349 in Frankfurt erstmals die Pest auf.
Es ist allerdings fraglich, dass es sich beim zu sehenden, dreigeschossigen und verputzten Fachwerkhaus tatsächlich noch um den Bau aus gotischer Zeit handelte: das Fehlen von Überkragungen, die eher großstädtischen Dimensionen sowie die mit einem gewaltigen Zwerchhaus zum Ausdruck gebrachte Firstschwenkung verweisen eher auf das 18. Jahrhundert als auf das Mittelalter.
Als der Frankfurter Großkaufmann Johannes Georg Kipp 1924 sein Elternhaus wiederherstellen ließ, berief er den Offenbacher Maler Heinrich Holz, der sich bei der Gestaltung der Fassade dennoch an der überlieferten historischen Rolle des Gebäudes orientierte und sie reich thematisch und mit Inschriften verzierte, die besagte:
Es kreisen Schmerz und Wonne
gleich wie die Erd und Sonne
doch Gott befreit zu seiner Zeit
Die Bemalung unterhalb der Fenster des 1. Stocks stellte das durch die Pest verursachte Leiden dar – sich krümmende, mit Schlangen kämpfende Gestalten, während die Bemalung unterhalb des 2. und 3. Stockwerks tanzende Menschen als Zeichen der Dankbarkeit für das Ende des Sterbens zeigte. Zwischen dem 22. Juli 1349 und dem 2. Februar 1350 forderte der Schwarze Tod über 2000 Todesopfer in der Stadt, etwa ein Fünftel der damaligen Bevölkerung.
Ende der 1930er Jahre wurde am Haus im Rahmen der Altstadtsanierung eine Fachwerkfreilegung vorgenommen, der die erst rund 10 Jahre zuvor angebrachte Bemalung zum Opfer fiel. Das Ergebnis zeigte mit einfachen Andreaskreuzen und Rauten zwar ein durchaus ursprünglich auf Sicht hin gestaltetes Gebäude, keinesfalls aber aufwändige Schmuckformen oder gar Schnitzereien und bestätigt so nur die These, dass das ursprüngliche Pesthaus nach dem Ausgang des Mittelalters durch einen Neubau ersetzt wurde.

#### Haus zum Hasen
Das benachbarte Haus zum Hasen war zumindest äußerlich fast völlig identisch mit dem benachbarten Pesthaus und somit wohl auch bezüglich seiner Entstehungszeit genauso zu behandeln. Eine nähere Betrachtung der Baugeschichte ist nicht mehr möglich, da das Fachwerk des Gebäudes wenigstens seit dem frühen 19. Jahrhundert verputzt war und nie zeichnerisch oder fotografisch dokumentiert wurde. 1924 wurde es wie das Pesthaus von Heinrich Holz bemalt und mit einer Inschrift von Rudolf Kilb versehen:
Von diesem Hause fünf Gassen führen in Lust und in Leid
Wie oft schon mochten sie fassen betrunkene Seeligkeit
Die Bender legten um's Herzen dem Weine ein festes Band
doch der Jugend keckes Scherzen dem Rausche ein Spundloch fand
Drum laßt uns allen Tagen so fröhliche Burschen sein
und gleich wie die Hasen schlagen einen Haken um Not und Pein

#### Haus zum Widder

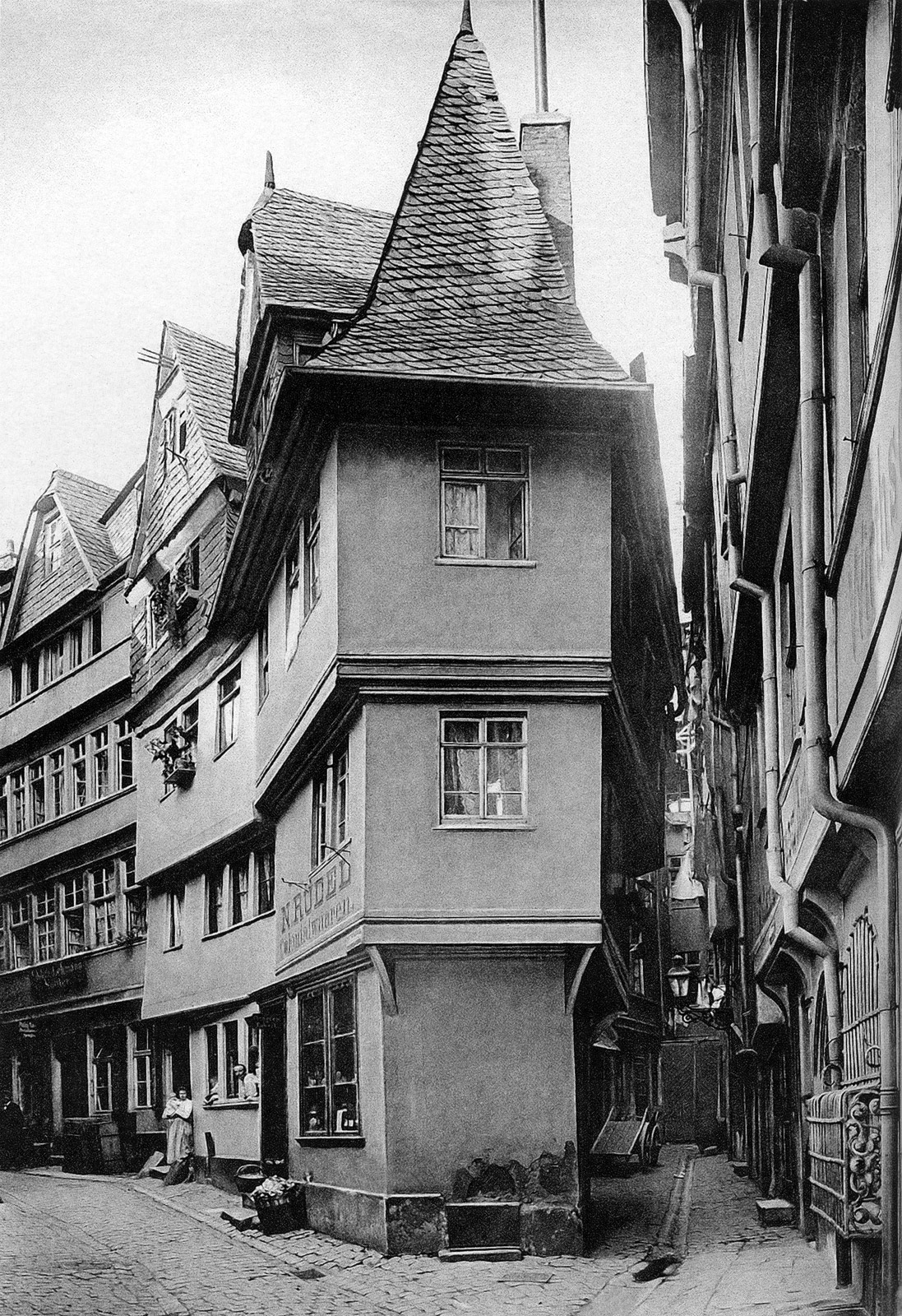
Haus zum Widder, Foto von C. F. Mylius, um 1880

Das Haus, das als Kopfbau zwischen Goldhut- und Flössergasse und mit nur der nördlichen Brandmauer nicht frei stand, trug den Namen Zum Widder. Es war aufgrund seiner äußerst kleinen Parzelle, die an der schmalsten, zum Plätzchen stehenden Seite zwei Meter unterschritt, sich auf der anderen Seite aber über insgesamt drei auskragende Stockwerke erstreckte und mit einem sehr spitz aufragenden Dach abschloss, nicht nur ein reizvoller Anblick, sondern oft auch als Inbegriff des gotischen Hauses benannt worden.
Die Fachwerkfreilegung brachte am Gebäude aber eine fortschrittliche, in keinem Detail mehr wirklich mittelalterliche Konstruktion zu Tage. Deutlich wurde dies durch zwei voll ausgebildete Mannsfiguren im Fachwerk, die frühestens in der zweiten Hälfte des 16. Jahrhunderts im Fachwerkbau nachweisbar sind. Aufgrund der konservativen Bürgerschaft und dem damit verbundenen sehr langen Ausklang der Spätgotik in Frankfurt am Main kann die Konstruktion aber mit größter Sicherheit wenigstens in die erste Hälfte des 17. Jahrhunderts datiert werden.
Andererseits zeigte das Erdgeschoss einige Auffälligkeiten: es war nicht massiv, sondern weitestgehend, abgesehen von einem etwa kniehohen Steinsockel, noch ganz in Holzbauweise ausgeführt. Die zwischen Erdgeschoss und erstem Obergeschoss befindliche, von außen sichtbare Dübeldecke ist ein weiterer Hinweis darauf, dass ein Neubau des 17. Jahrhunderts sich nur auf die Obergeschosse erstreckte und ein wenigstens in der ersten Hälfte des 15. Jahrhunderts anzusiedelndes Erdgeschoss beibehielt.
Insgesamt war das Haus also ein interessanter Hybrid aus mittelalterlicher und neuzeitlicher Zimmermannskunst. Sein Verlust durch den Krieg ist so auch aus ingenieurstechnischer Sicht höchst bedauerlich, hätte es mit modernen Untersuchungsmethoden doch mit Sicherheit wertvolle Hinweise auf die spezifische Entwicklung des Fachwerkbaus in Alt-Frankfurt geben können.

#### Haus zur wilden Frau

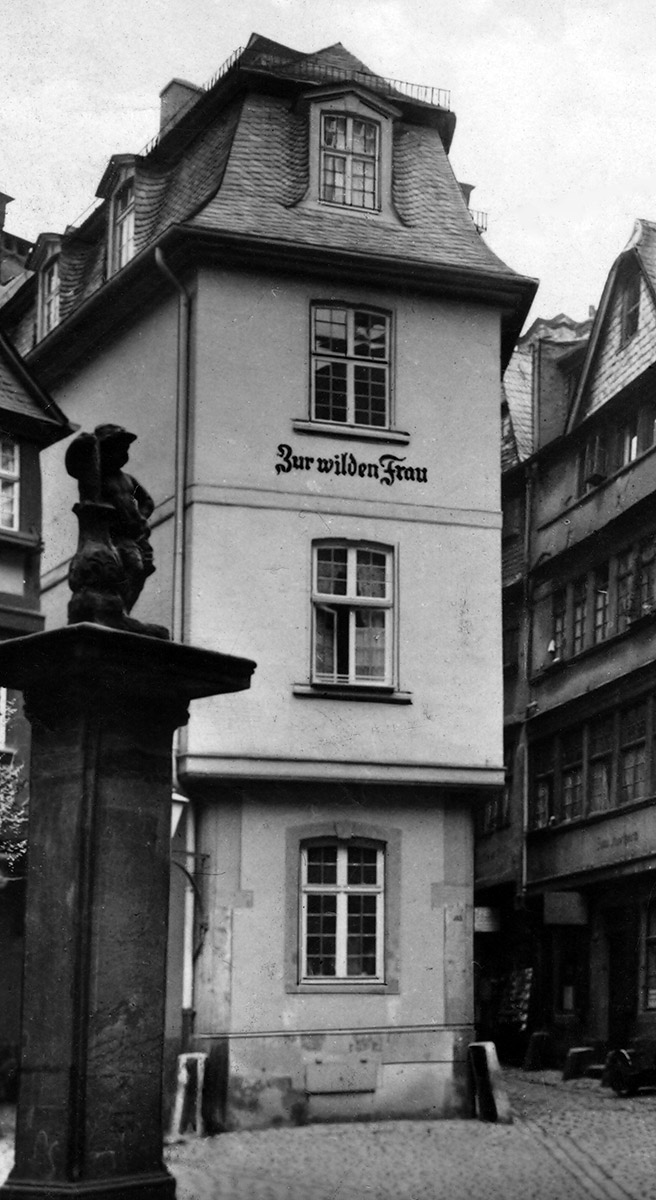
Haus zur wilden Frau, Foto von C. A. Abt, um 1910

Das Eckhaus zwischen Drachengässchen und Goldhutgasse trug den Namen Zur wilden Frau und hatte eine thematische Bemalung, die entfernt an einen Drachen erinnerte. Zum Plätzchen hin hatte es kaum eine größere Seite als das benachbarte Haus zum Widder, in der Tiefe nahm es allerdings fast die Hälfte des sich zum Markt erstreckenden Häuserblocks ein.
Abgesehen von der schmalen Seite wirkte das Haus mit seinem Mansarddach und seinen barocken Fenstern wie ein Produkt des späten 17. oder des 18. Jahrhunderts, doch auch hier brachte die Freilegung der 1930er Jahre unerwartete Details ans Tageslicht. Sie legten im Erdgeschoss massive gotische Eckständer frei, so dass auch hier davon auszugehen ist, dass das Gebäude einen nur barock veränderten Kernbau des späten Mittelalters darstellte.
Allerdings entschied man sich, wie Fotos aus den frühen 1940er Jahren zeigen, gegen eine Freilegung des ursprünglichen Fachwerks, wohl weil dieses, wie so oft, durch die späteren Veränderungen völlig verdorben worden war.

## Bernemer Fünffingerplätzchen
Im Frankfurter Stadtteil Bornheim gibt es heute das Bernemer Fünffingerplätzchen am Kreuzungsbereich zwischen der Berger Straße, die den Platz überquert sowie der Heidestraße, der Rendeler Straße, der Löwengasse und der Ringelstraße. Sein Name ist hier eine Anspielung auf das Zusammentreffen dieser fünf Straßen und erinnert gleichzeitig an das im Zweiten Weltkrieg zerstörte Fünffingerplätzchen in der Frankfurter Altstadt. Das kleine Bornheimer Fünffingerplätzchen ist mehrmals im Jahr Veranstaltungsort für örtliche Feierlichkeiten wie dem Bornheimer Weinfest und der Bernemer Kerb. Zur Vorweihnachtszeit findet hier ein Weihnachtsbaumverkauf statt.